# Макинсберг (Пенсилванија)
Макинсберг (енгл. McKeansburg) насељено је место без административног статуса у америчкој савезној држави Пенсилванија.

## Демографија
По попису из 2010. године број становника је 163, што је 8 (5,2%) становника више него 2000. године.
| Група             | 2000.       | 2010.       |
| Белци             | 154 (99,4%) | 154 (94,5%) |
| Афроамериканци    | 0 (0,0%)    | 0 (0,0%)    |
| Азијати           | 0 (0,0%)    | 1 (0,6%)    |
| Хиспаноамериканци | 1 (0,6%)    | 6 (3,7%)    |
| Укупно            | 155         | 163         |